# Guy de Kérimel
Guy André Marie de Kérimel de Kerveno (ur. 7 sierpnia 1953 w Meknes, w Maroku) – francuski duchowny katolicki, arcybiskup metropolita Tuluzy od 2022.

## Życiorys
Święcenia kapłańskie otrzymał 29 czerwca 1986 i został inkardynowany do archidiecezji Aix-Arles-Embrun. Był m.in. opiekunem roczników propedeutycznych w miejscowym seminarium (1988-1996), a także proboszczem parafii w Gardanne, Biver, Mimet i Fuveau (1996-2001) oraz dziekanem dekanatu Gardanne (1997-2001).

### Episkopat
19 lutego 2001 papież Jan Paweł II mianował go biskupem pomocniczym diecezji Nicei, ze stolicą tytularną Casae Medianae. Sakry biskupiej udzielił mu 17 czerwca 2001 ówczesny arcybiskup Nicei - Jean Bonfils.
6 maja 2004 został biskupem koadiutorem diecezji Grenoble-Vienne. Pełnię rządów w diecezji objął 10 czerwca 2006 po przejściu na emeryturę poprzednika.
9 grudnia 2021 papież Franciszek mianował go arcybiskupem metropolitą Tuluzy. 